# 法海寺石塔
法海寺石塔为位于河南省新密市法海寺内的一座石塔。原塔建于北宋时期，1966年被拆毁。目前的石塔为2016-2019年间利用原塔残存构件进行修复而成。

## 历史
法海寺寺名由宋真宗所赐，石塔于北宋咸平二年（公元999年）始建，咸平四年（公元1001年）建成。元朝末年，法海寺毁于兵火，唯塔独存。明、清两代对法海寺屡有修葺。民国时期，梁思成曾来到此塔考察，并写有《密县法海寺石塔调查记》。
1963年6月20日，法海寺石塔被河南省人民委员会公布为第一批河南省文物保护单位。1966年文化大革命期间，石塔被毁。文物部门遂对地宫进行发掘，并在地宫中发现三彩琉璃塔、三彩舍利匣、玻璃器等文物。2016年，新密市政府组织对法海寺石塔进行修复重建，复建时嵌入130余块原塔的构件，2019年完成修复。

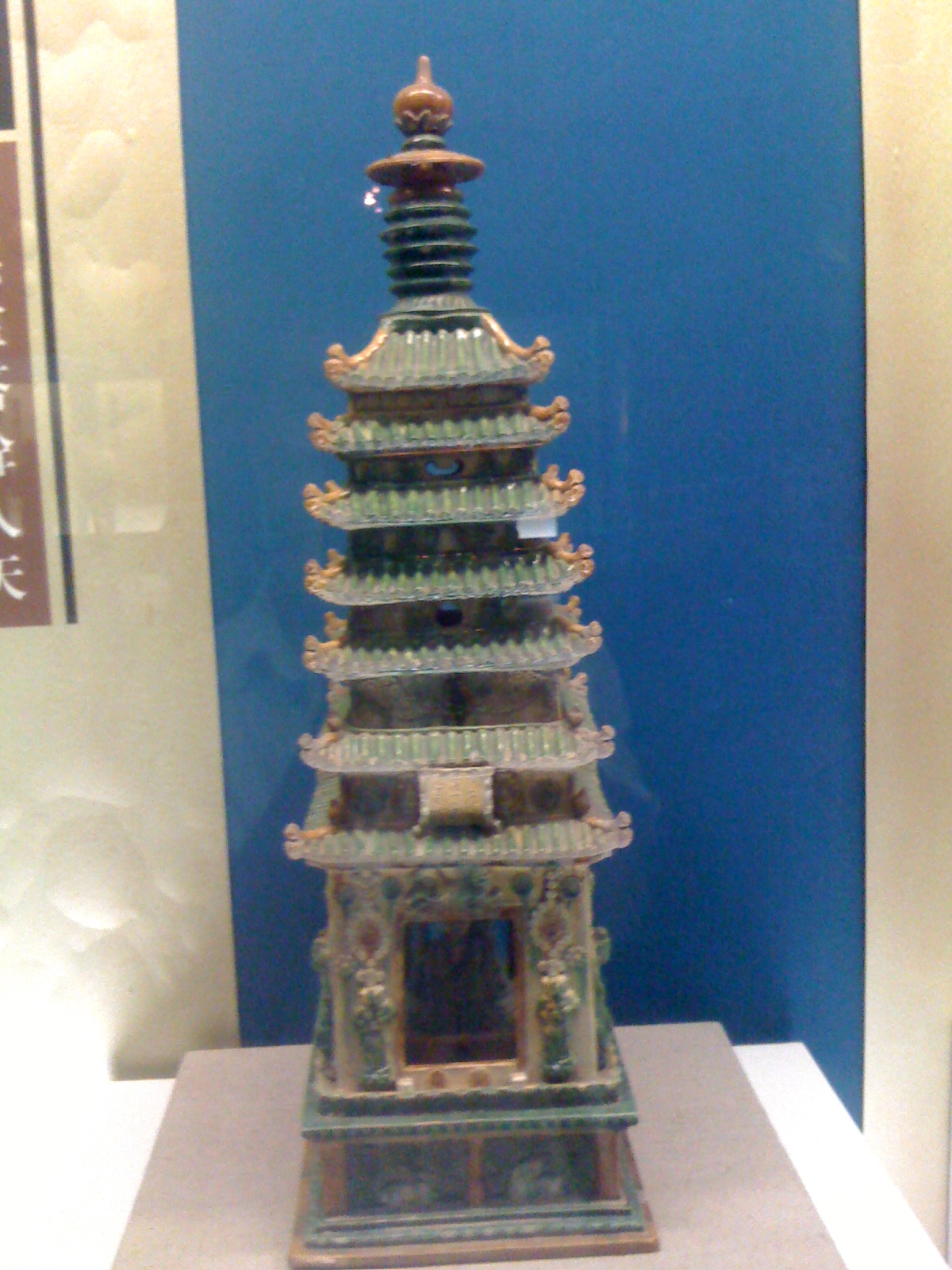
法海寺石塔地宫出土的三彩琉璃塔，现藏于河南博物院
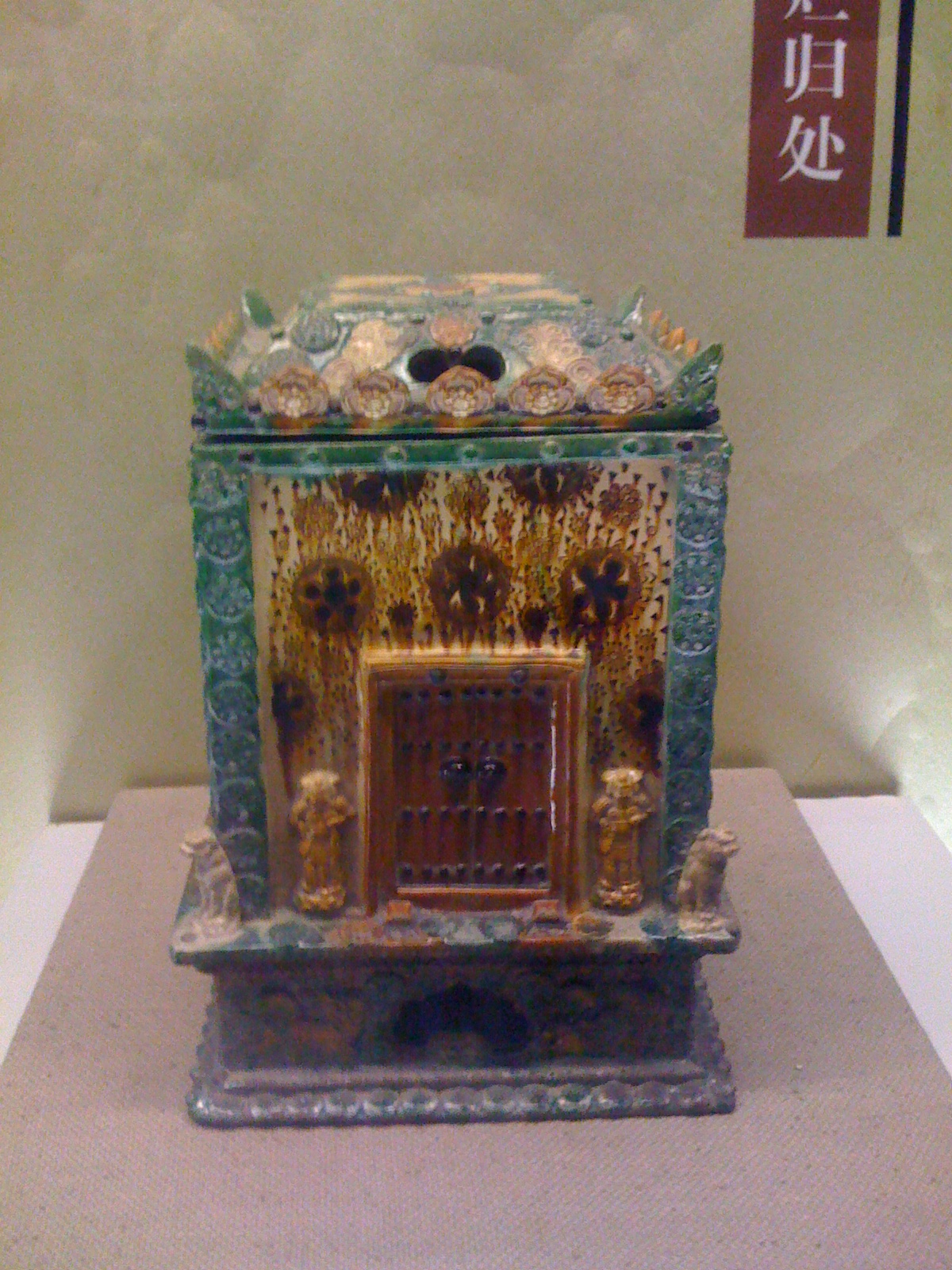
法海寺石塔地宫出土的三彩舍利匣，现藏于河南博物院